# ルキウス・ウォルカキウス・トゥッルス (紀元前66年の執政官)
ルキウス・ウォルカキウス・トゥッルス（ラテン語: Lucius Volcacius Tullus、生没年不明）は紀元前1世紀初期・中期の共和政ローマの政治家。紀元前66年に執政官（コンスル）を務めた。

## 出自
トゥッルスは無名のプレブス（平民）であるウォルカキウス氏族の出身である。この氏族は紀元前100年頃から記録に登場してくる。トゥッルスは氏族としては最初の執政官であり、ノウス・ホモ（父祖に高位官職者をもたない新人）である。なお、氏族名はウォルカティウス（Volcatius）と記載されていることもある。

## 経歴
執政官就任前のトゥッルスの経歴についてはほとんど知られていない。コルネリウス法（Lex Cornelia de magistratibus）で定められていた最低年齢である43歳のときに執政官に就任したとすれば（suo anno）、トゥッルスの生誕年は紀元前109年ということになる。政治歴の初期において、トゥッルスはアエディリス（按察官）選挙で敗北しているが、再度立候補して当選している。またコルネリウス法の規定から逆算して、遅くとも紀元前69年にはプラエトル（法務官）に就任したはずである。紀元前66年に執政官に就任。同僚執政官はパトリキ（貴族）のマニウス・アエミリウス・レピドゥスであった。
執政官としての業績はほとんど記録に残っていない。執政官就任初日の1月1日、両執政官は元老院を召集し、前年12月に護民官ガイウス・マニリウスが提出した、解放奴隷の投票方法に関する法案（Lex Manilia de libertinorum suffragiis、従来はローマ市内の4つの都市トリブスでの投票に限定されていたが、新法では元主人が所属するトリブスでの投票を可能とした）を審議させ、この法案は却下された。ただ、グナエウス・ポンペイウスのインペリウム延長法案（Lex Manilia de imperio Cn. Pompei）は通過した。
年末の執政官選挙前日、レピドウスとトゥッルスは徳政令を公約としていたルキウス・セルギウス・カティリナの立候補を認めないことした。アスコニウス・ペディアヌスによれば、カティリナの属州総督時代の権力乱用に関する裁判が実施中であったためで、サッルスティウスはカティリナが期限内に必要種類を提出できなかったためとしている。現代の歴史学者は、この二つの理由ともに古代の著者の創作と考えている。執政官は理由のいかんに関わらず、立候補を認めない権限を有していた。実際の理由は、トゥッルスが支援していたルキウス・マンリウス・トルクァトゥスを当選させるためであったと思われる。その代償として、カティリナは裁判で無罪を勝ち取ることができた。
紀元前66年の大晦日に、カティリナとその支持者がフォルムで武装しているのが目撃された。キケロは後に、カティリナが執政官殺害を計画していたと述べている。ほどんどの研究者は、キケロが言う執政官とは次期執政官のルキウス・アウレリウス・コッタとトルクァトゥスを指すと考えているが、レピドウスとトゥッルスという説もある。これが第一次カティリナの陰謀と呼ばれるものであるが、紀元前63年に発覚した第二次カティリナの陰謀にカエサルが関与していたかのように見せかけるために、反カエサル派が後に捏造したプロパガンダの可能性もある。
執政官任期完了後も、トゥッルスは時折資料に登場するが、ローマの政治の中ではさほど重要な人物ではなかったことも明らかである。キケロの執政官としての行動には概ね肯定的で、特にカティリナ一派に対する死刑判決を支持している。紀元前57年12月の元老院会議に出席した記録もある。紀元前56年2月にはローマに亡命していたプトレマイオス12世のエジプト帰還に対する議論に参加した。紀元前54年のマルクス・アエミリウス・スカウルス（紀元前56年法務官）の裁判では、スカウルスを支持した執政官経験者の一人であった。
紀元前49年にカエサルとポンペイウスの内戦が始まったとき、トゥッルスはローマにいた。彼は紛争の平和的解決を提唱した。1月14日か15日の元老院会議で、トゥッルスは交渉開始を提案したが却下された。4月1日にはカエサルの招きで元老院議会に参加している。その後のトゥッルスについては、紀元前46年9月か10月に一度だけ言及されている。カエサルに抵抗して国外退去していたマルクス・クラウディウス・マルケッルス（紀元前51年執政官）に対する処分が議論された。カエサルはマルケッルスのローマ帰還を求めたが、トゥッルス一人がカエサルに感謝しなかった。キケロによると、トゥッルスは「もし私がこの立場であったら、そうしなかっただろう」と言った。この発言の意味は二通りに解釈できる。すなわちトゥッルスがカエサルの立場であればマルケッルスを許さなかったという意味か、あるいはトゥッルスがマルケッルスの立場であれば、カエサルの恩赦を受け入れなかったという意味である。
その後のトゥッルスに関しては不明である。

## 子孫
トゥッルスには同名の息子がおり、紀元前33年に執政官を務めた。また、カエサルの軍のレガトゥス（副司令官）であったガイウス・ウォルカキウス・トゥッルスも息子とする説があるが、甥とする説もある。

## 参考資料

### 古代の資料
- クィントゥス・アスコニウス・ペディアヌス『キケロ演説に対する注釈書』
- カッシウス・ディオ『ローマ史』
- プルタルコス『対比列伝』
- ガイウス・サッルスティウス・クリスプス『カティリーナの陰謀』
- マルクス・トゥッリウス・キケロ『カティリナ弾劾』
- マルクス・トゥッリウス・キケロ『プランキウス弁護』
- マルクス・トゥッリウス・キケロ『ピリッピカ』
- マルクス・トゥッリウス・キケロ『弟クィントゥス宛書簡』
- マルクス・トゥッリウス・キケロ『友人宛書簡集』

### 研究書
- Lyubimova O. "The First Conspiracy of Catiline" and Mark Licinius Crassus // Antique World and Archeology. - 2015. - No. 17 . - S. 151-175 .
- Broughton R. Magistrates of the Roman Republic. - New York, 1952. - Vol. II. - P. 558.
- Münzer F. Volcacius // Paulys Realencyclopädie der classischen Altertumswissenschaft . - 1961. - Bd. II, 17. - Kol. 741.
- Münzer F. Volcacius 7 // Paulys Realencyclopädie der classischen Altertumswissenschaft . - 1961. - Bd. II, 17. - Kol. 754.
- Münzer F. Volcacius 8 // Paulys Realencyclopädie der classischen Altertumswissenschaft . - 1961. - Bd. II, 17. - Kol. 754-756.